# Porozumienia z Rodos
Porozumienia z Rodos były czterema umowami międzynarodowymi dotyczącymi rozejmów, zawartymi w 1949 roku pomiędzy Izraelem i jego sąsiadami Egiptem, Libanem, Transjordanią i Syrią. Zawarcie umów oficjalnie kończyło działania wojenne I wojny izraelsko-arabskiej w 1948 roku i ustanawiało linię demarkacyjną pomiędzy wojskami izraelskimi i arabskimi. Organizacja Narodów Zjednoczonych wyznaczyła Komisję Rozjemczą Narodów Zjednoczonych do nadzorowania i raportowania przestrzegania warunków rozejmu. Dodatkowe wsparcie stanowiły siły międzynarodowych obserwatorów UNTSO. Ponadto, dyskusje związane z realizację zawieszenia broni, doprowadziły w 1950 roku do podpisania odrębnej Deklaracji Trójstronnej pomiędzy Stanami Zjednoczonymi, Wielką Brytanią i Francją. Państwa te zobowiązały się podejmować działania w celu zapobieżenia przypadkom naruszenia granic lub linii demarkacyjnych. Wyraziły w ten sposób swoje zaangażowanie na rzecz ustanowienia pokoju i stabilizacji na Bliskim Wschodzie.

## Historia
Obszar państwa żydowskiego przyznany w 1947
     Obszar państwa arabskiego, który w 1949 pozostał pod kontrolą Egiptu i Transjordanii
     Obszar państwa arabskiego, który w 1949 pozostał pod kontrolą Izraela
     Corpus separatum Jerozolimy

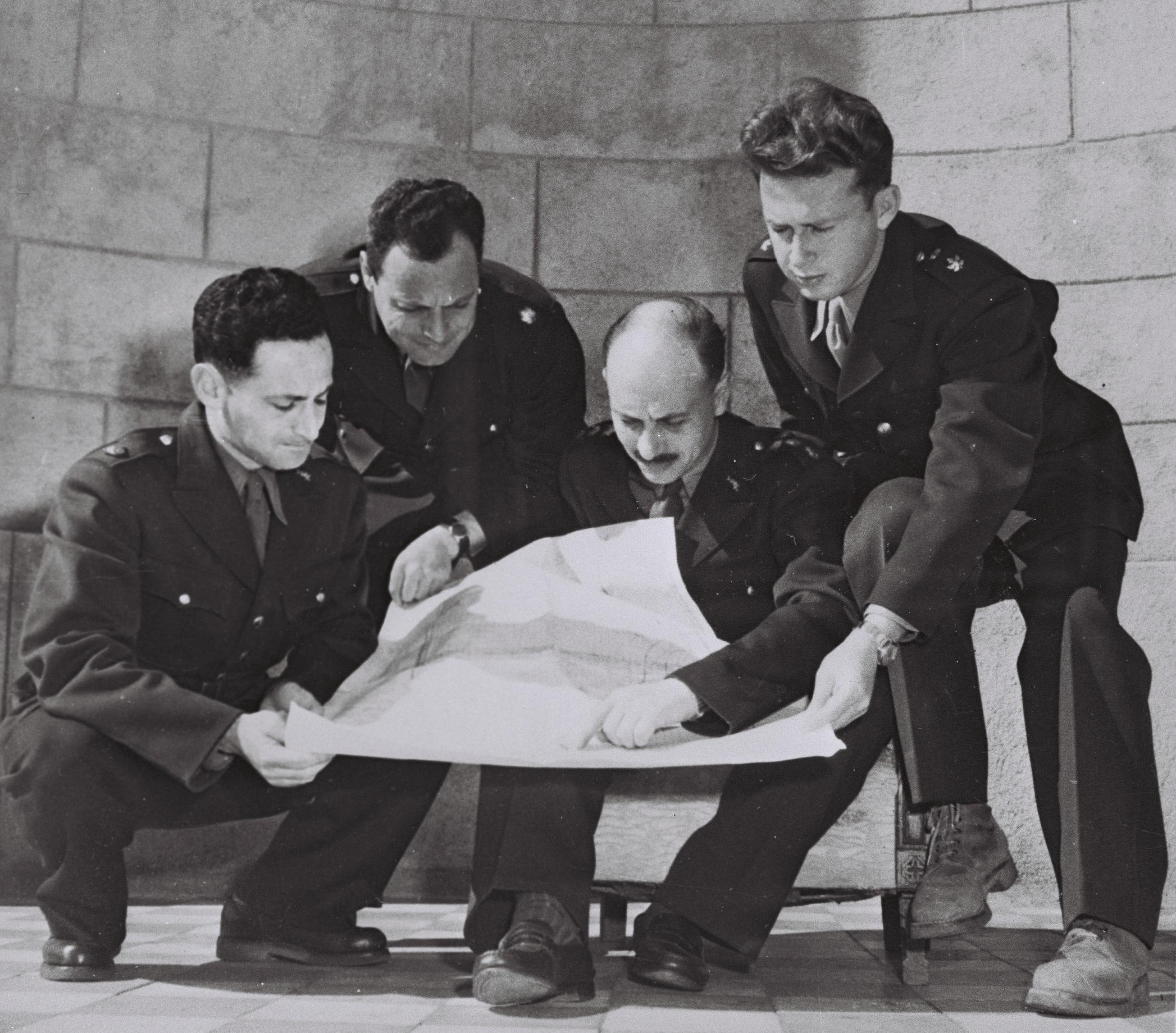
Izraelska delegacja analizuje mapy podczas rozmów pokojowych

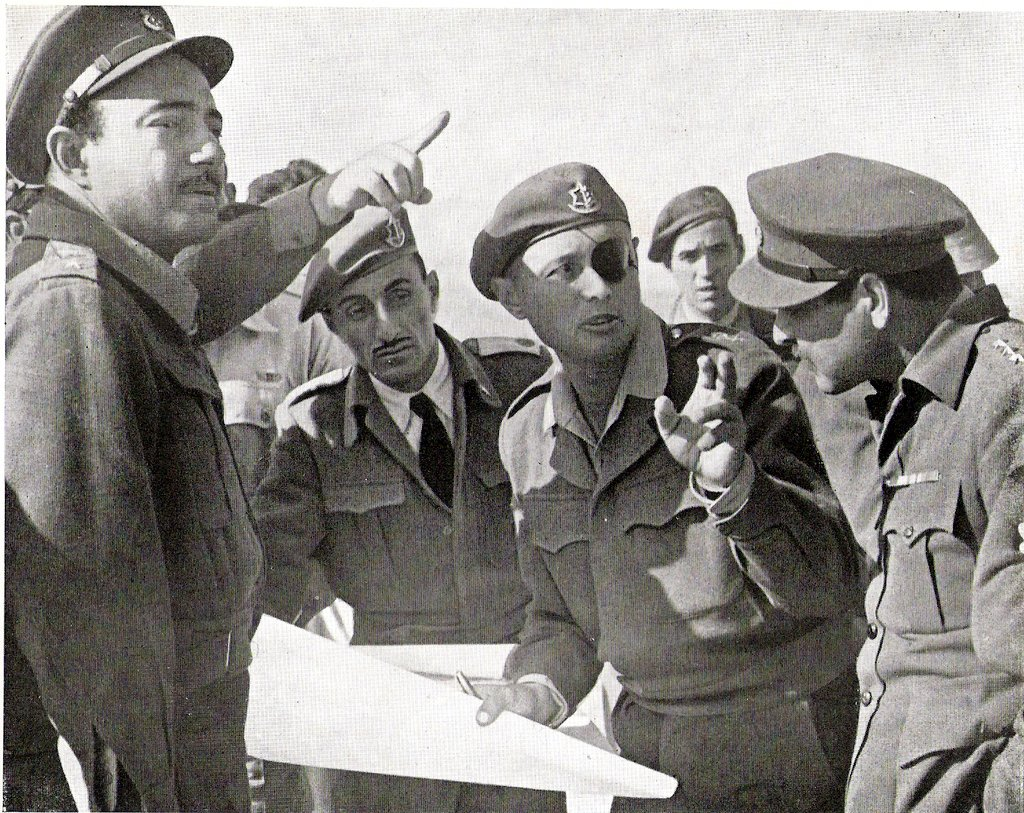
Izraelska delegacja analizuje mapy podczas rozmów pokojowych

Obszar państwa żydowskiego przyznany w 1947
Obszar państwa arabskiego, który w 1949 pozostał pod kontrolą Egiptu i Transjordanii
Obszar państwa arabskiego, który w 1949 pozostał pod kontrolą Izraela
Corpus separatum Jerozolimy

Na początku XX wieku Żydzi podjęli duży wysiłek przeprowadzając na dużą skalę rozbudowę osiedli rolniczych w Mandacie Palestyny. Rozwój osadnictwa żydowskiego powodował wzrost niezadowolenia społeczności arabskiej. Poszukując sposobu rozwiązania konfliktu izraelsko-arabskiego, Zgromadzenie Ogólne ONZ przegłosowało 29 listopada 1947 roku Rezolucję Zgromadzenia Ogólnego ONZ nr 181 w sprawie podziału Palestyny na dwa państwa: żydowskie i arabskie. Przywódcy społeczności arabskiej odrzucili plan podziału i rozpoczęli wojnę domową w Mandacie Palestyny (1947-1948). W maju 1948 roku, w działania wojenne zaangażowały się sąsiednie państwa arabskie, rozpoczynając I wojnę izraelsko-arabską. Przebieg prowadzonych jesienią walk, wyraźnie pokazywał, że zwycięstwo Izraela jest tylko kwestią czasu. Kolejne operacje militarne doprowadziły do usunięcia arabskich wojsk z Galilei i pustyni Negew.
Przyjęta w dniu 16 listopada 1948 roku Rezolucja Rady Bezpieczeństwa ONZ nr 62 wzywała do natychmiastowego ogłoszenia rozejmu na wszystkich frontach w Palestynie, i poszukiwania porozumienia na drodze negocjacji. Porozumienia miały obejmować trwałe zawieszenie broni, wytyczenie linii demarkacyjnych oraz wycofania wojsk poza ustalone linie rozejmu. Następnie 11 grudnia 1948 roku Rezolucja Zgromadzenia Ogólnego ONZ nr 194 ustanowiła Komisję Rozjemczą Narodów Zjednoczonych, która poszukiwała sposobów ogłoszenia stałego rozejmu. Gdy pomimo tych wszystkich starań w grudniu ponownie wybuchły walki, została uchwalona Rezolucja Rady Bezpieczeństwa ONZ nr 66 (29 grudnia 1948 r.). Wzywała ona do natychmiastowego przerwania walk i ogłoszenia rozejmu. Wszystkie te działania, połączone z międzynarodowym naciskiem i niekorzystnym dla arabskich armii przebiegiem działań wojennych, sprawiły, że strony konfliktu zgodziły się rozpocząć negocjacje nad zawieszeniem broni.
Tajne rozmowy rozpoczęły się w dniu 12 stycznia 1949 roku, na greckiej wyspie Rodos. Od nazwy wyspy wzięto nazwę zawartych porozumień – Porozumienia z Rodos. Wszystkie rozmowy były prowadzone pod auspicjami ONZ i uczestniczył w nich Mediator Narodów Zjednoczonych w Palestynie, Ralph Bunche. Doprowadziły one do podpisaniem poszczególnych umów o zawieszeniu broni. W dniu 24 lutego zawarto układ izraelsko-egipski, w dniu 23 marca układ izraelsko-libański, w dniu 3 kwietnia układ izraelsko-jordański, i w dniu 20 lipca układ izraelsko-syryjski. Wojna oficjalnie się zakończyła wraz z podpisaniem ostatniego porozumienia o zawieszeniu broni.

## Rozejm izraelsko-egipski
Rozmowy izraelsko-egipskie rozpoczęły się na wypsie Rodos w dniu 12 stycznia 1949 roku. Na samym początku rozmów, 24 stycznia podpisano ogólne porozumienie o zawieszeniu broni. Następnie, Izrael zgodził się na uwolnienie okrążonej w rejonie al-Faludży egipskiej 4 Brygady (4 tys. żołnierzy). Wkrótce jednak wycofał swoją zgodę. Pod koniec miesiąca rozmowy utknęły w martwym punkcie. Izrael żądał, by wszystkie wojska egipskie wycofały się z granic dawnego Mandatu Palestyny. Natomiast Egipt oparł swoje stanowisko na Rezolucji Rady Bezpieczeństwa nr 61, która wzywała do wycofania wszystkich wojsk na pozycje sprzed 14 października 1948. Konsekwencją egipskich żądań musiało by być wycofanie wojsk izraelskich na linię al-Majdal-Hebron.
Impas w rozmowach zakończył się wraz z zabójstwem przywódcy Bractwa Muzułmańskiego, Hasana al-Banny. Został on zastrzelony 12 lutego 1949 roku w Kairze przez egipskich agentów rządowych. Dzięki temu egipski rząd uzyskał większą swobodę w prowadzeniu negocjacji. Aby przełamać impas, Stany Zjednoczone wystosowały stosowny apel do obu delegacji państwowych. W dniu 24 lutego 1949 roku nastąpiło podpisanie rozejmu izraelsko-egipskiego. Oba państwa zgodziły się unikać siły militarnej przy rozwiązywaniu kwestii Palestyny, zobowiązując się przy tym do nie podejmowania żadnych działań wojskowych i przestrzegać warunków zawieszenia broni. Był to niezbędny pierwszy krok w kierunku zakończenia wojny i przywrócenia pokoju w Palestynie. Następnego dnia po podpisaniu porozumienia, rozpoczęła się ewakuacja egipskich wojsk z rejonu al-Faludży. Wyznaczono linię demarkacyjną rozejmu, zaznaczając jednak, że nie jest to granica państwowa lub terytorialna. Jej podstawowym celem było wyznaczenie linii, z którą nie mogły być przemieszczane siły zbrojne żadnej ze stron. Linia demarkacyjna została sporządzona w oparciu o granicę międzynarodową między Egiptem a Mandatem Palestyny z 1922 roku. Szczegółowo określono wielkość sił egipskich i izraelskich, oraz pozycje ich dyslokacji w rejonie Strefy Gazy. Ze względu na brak podobnego porozumienia izraelsko-jordańskiego, w obszarze Betlejem i Hebronu uczyniono wyjątek od reguły, względem stacjonowania wojsk izraelskich. Rejon Audża al-Hafir ogłoszono strefą zdemilitaryzowaną, zabraniając obecności wojsk obu stron w pobliżu tego miejsca. Określono zasady wymiany jeńców wojennych. Do wykonania postanowień porozumienia powołano Mieszaną Komisję Rozejmu (MAC; (ang.) Mixed Armistice Commission) składającą się z siedmiu członków: po trzech wyznaczały Egipt i Izrael, natomiast ostatni był wysokim oficerem Organizacji Nadzorującej Rozejm Narodów Zjednoczonych. Wśród licznych zadań powierzonych Komisji było rozwiązywanie kwestii spornych. Siedzibą Komisji została Auja w strefie zdemilitaryzowanej.

## Rozejm izraelsko-libański (23 marca 1949)
W dniu 1 marca 1949 roku rozpoczęły się tajne rozmowy izraelsko-libańskie na przejściu granicznym Rosz ha-Nikra. Przebiegały one w najlepszych nastrojach ze wszystkich rozmów z innymi państwami arabskimi. Szefem izraelskiej delegacji był generał Mordechaj Maklef. Towarzyszyli mu urzędnicy z Ministerstwa Spraw Zagranicznych: Szabbetaj Rosen i Joszua Palmon. Szefem libańskiej delegacji był Szef Sztabu Generalnego Libańskiej Armii, generał Taufik Salim, któremu towarzyszyło dwóch wysokich oficerów i przedstawiciel Ministerstwa Spraw Zagranicznych. W dniu 23 marca 1949 roku nastąpiło podpisanie rozejmu izraelsko-libańskiego. Zawarte porozumienie uznawało, że linia demarkacyjna będzie przebiegała wzdłuż linii granicy międzynarodowej między Libanem a dawnym Mandatem Palestyny. W ciągu dziesięciu dni od podpisania porozumienia, wszystkie wojska obu stron, wycofały się poza linię demarkacyjną. Wymiana jeńców wojennych nastąpiła w Rosz ha-Nikra. Do wykonania postanowień porozumienia powołano Mieszaną Komisję Rozejmu (ILMAC; ang. Israel/Lebanon Mixed Armistice Commission) składającą się z siedmiu członków: po trzech wyznaczały Liban i Izrael, natomiast ostatni był wysokim oficerem UNTSO. Wśród licznych zadań powierzonych Komisji było rozwiązywanie kwestii spornych. Siedzibą Komisji zostały Metulla i An-Nakura. Podpisanie tego rozejmu było sukcesem izraelskiej strategii polityczno-wojskowej. Udało się na froncie północnym powiększyć obszar państwa żydowskiego, co znalazło swoje odzwierciedlenie w zawartym rozejmie z Libanem. Porażką był fakt, że Liban nie uznał faktu istnienia państwa żydowskiego i nie podpisał trwałego porozumienia pokojowego, tylko zawieszenie broni. W rezultacie, wojna izraelsko-libańska została tylko przerwana na czas obowiązywania rozejmu.
Rozejm ten, chociaż nie był negocjowany, ani też nie został podpisany na wyspie Rodos, to jest określany wspólną nazwą Porozumień z Rodos.

## Rozejm izraelsko-jordański (3 kwietnia 1949)
W dniu 4 marca 1949 roku rozpoczęły się tajne rozmowy izraelsko-jordańskie na greckiej wyspie Rodos. Szefem izraelskiej delegacji był Reuwen Sziloah. Towarzyszyli mu generał Mosze Dajan i Dan Lehner, oraz konsultant Ministerstwa Spraw Zagranicznych. Szefem jordańskiej delegacji był pułkownik Ahmad Sidki al-Dżundi, któremu towarzyszyło trzech wysokich oficerów i radca prawny. We wszystkich rozmowach uczestniczył Mediator Narodów Zjednoczonych w Palestynie, Ralph Bunche. W trakcie rozmów, podjęto starania o rozpoczęcie osobnych negocjacji z Irakiem, spotkały się one jednak ze zdecydowaną odmową. W marcu Irakijczycy zapowiedzieli wycofanie swojego korpusu ekspedycyjnego z Palestyny. Jego pozycje miały obsadzić siły jordańskiego Legionu Arabskiego, powstało jednak w tej sprawie zamieszanie i izraelskie dowództwo planowało wykorzystać to na swoją korzyść. Przygotowano plan operacji Szin-Taw-Szin, podczas której trzy izraelskie brygady miały zająć opuszczone przez Irakijczyków pozycje w Wadi Ara. Operacja miała rozpocząć się 12 marca 1949 roku, została jednak odwołana, ponieważ Jordańczycy zgodzili się pójść na znaczne ustępstwa w rozmowach prowadzonych na wyspie Rodos. 23 marca zawarto tajne porozumienie w sprawie Wadi Ara, które włączono później do umowy o rozejmie. W dniu 3 kwietnia 1949 roku nastąpiło podpisanie rozejmu izraelsko-jordańskiego. Wyznaczono przebieg linii demarkacyjnych, określając czasy wycofania wojsk z poszczególnych stref. Do nadzoru rozejmu w rejonie Jerozolimy powołano Komitet Specjalny, do którego zadań należało zapewnienie przywrócenia normalnej komunikacji z miastem, wznowieniem normalnych dostaw wody i energii elektrycznej, wznowienie normalnego funkcjonowania instytucji kulturalnych i humanitarnych na Górze Skopus, oraz swobodnego dostępu do miejsc świętych oraz korzystania z cmentarza na Górze Oliwnej. Pozostałymi sprawami rozejmu zajmowała się Mieszana Komisja Rozejmu (HKJIMAC; ang. Hashemite Kingdom of Jordan/Israel Mixed Armistice Commission). Podpisanie tego rozejmu było połowicznym sukcesem izraelskiej strategii polityczno-wojskowej. Udało się uzyskać zapewnienia przywrócenia zaopatrzenia dla Jerozolimy. Szczególnie istotnymi były gwarancje o swobodnym dostępie do miejsc świętych oraz instytucji kulturalnych i humanitarnych w mieście. W rzeczywistości okazało się jednak, że Jordania nie respektowała tych ustaleń. Porażką był fakt, że Jordania nie uznała faktu istnienia państwa żydowskiego i nie podpisała trwałego porozumienia pokojowego, tylko zawieszenie broni. W rezultacie, wojna izraelsko-jordańska została tylko przerwana na czas obowiązywania rozejmu.

### Rozejm izraelsko-syryjski (20 lipca 1949)
Rozmowy izraelsko-syryjskie były prowadzone w zniszczonej arabskiej wiosce Jarda, położonej w enklawie Miszmar ha-Jarden. Rozmowy te były najdłuższe i najtrudniejsze ze wszystkich negocjacji o zawieszeniu broni. W znacznym stopniu wynikało to z faktu, że nowy syryjski prezydent Husni az-Za’im chciał pokazać przed Syryjczykami swoje nieprzejednane stanowisko względem państwa żydowskiego, oraz fakt, że wojska syryjskie mogą zdobyć i utrzymać terytorium w Palestynie. Szefem izraelskiej delegacji był generał Mordechaj Maklef. Syryjczyków reprezentowało trzech wysokich oficerów i radca prawny. W dniu 20 lipca 1949 roku nastąpiło podpisanie rozejmu izraelsko-syryjskiego. Ustalono przebieg Linii Demarkacyjnej Rozejmu oraz Strefy Zdemilitaryzowanej, która obejmowała cały obszar położony pomiędzy linią zawieszenia broni a granicą międzynarodową między Syrią a Mandatem Palestyny. Z obszaru Strefy Zdemilitaryzowanej wycofano wszystkie siły zbrojne. Do Strefy Zdemilitaryzowanej włączono En Gew. Zorganizowano wymianę jeńców wojennych. Warunki przestrzegania rozejmu nadzorowała Mieszana Komisja Rozejmu (ISMAC; ang. Israel/Syria Mixed Armistice Commission). Podpisanie tego rozejmu było porażką izraelskiej strategii polityczno-wojskowej. Liban nie uznał faktu istnienia państwa żydowskiego i nie podpisał trwałego porozumienia pokojowego, tylko zawieszenie broni. W rezultacie, wojna izraelsko-libańska została tylko przerwana na czas obowiązywania rozejmu.
Irak i Arabia Saudyjska nie wyraziły zgody na podpisanie jakiegokolwiek porozumienia o zawieszeniu broni z Izraelem.

## Reakcje i konsekwencje
Zawarte porozumienia o zawieszeniu broni pomiędzy Izraelem a Libanem, Syrią, Jordanią i Egiptem, zakończyły I wojnę izraelsko-arabską i wyznaczyły przebieg nowej wojskowej granicy Izraela. Obejmowała ona około 78% terytorium Palestyny. Poza kontrolą izraelską znalazły się jedynie Zachodni Brzeg ze Wschodnią Jerozolimą (pod kontrolą Jordanii) i Strefa Gazy (pod kontrolą Egiptu). Porozumienia o zawieszeniu broni miały mieć charakter przejściowy, do czasu ich zastąpienia przez stałe traktaty pokojowe. Jednakże nie doszło do ich podpisania, a faktyczne wznowienie rozmów nastąpiło dopiero wiele lat później, otwierając drogę do zawarcia pokoju izraelsko-egipskiego w 1979 roku i izraelsko-jordańskiego w 1994 roku.
W zrozumieniu państw arabskich, Porozumienia z Rodos nie uznawały faktu istnienia państwa żydowskiego w Palestynie i nie tworzyły jego stałych granic. Zapisy zawarte we wszystkich umowach o rozejmie, mówiły, że „Linii Demarkacyjnej Rozejmu nie należy w jakimkolwiek sensie interpretować jako granicy politycznej lub terytorialnej”. Arabowie uważali, że Linie Demarkacyjne Rozejmu ograniczą Żydom możliwości rozwoju swojego państwa i uniemożliwią im swobodny dostęp do zasobów wodnych. Ponadto, zawarte porozumienia pozostawiały poza zawieszeniem broni kilka państw członkowskich Ligi Państw Arabskich, w wyniku czego bardzo szybko pojawiły się odmowy swobodnej żeglugi izraelskich statków przez wody terytorialne tych państw (Arabia Saudyjska, Sudan i Jemen). W rezultacie nie kończyło to wojny, lecz zaostrzało konflikt izraelsko-arabski, tworząc grunt pod kolejne wojny izraelsko-arabskie.
Izraelski minister spraw zagranicznych Mosze Szaret powiedział w Knesecie, że linie zawieszenia broni są „tymczasowymi granicami” Izraela. Podkreślił on, że opierają się one na granicach naturalnych. Jedynym wyjątkiem stanowiła tutaj granica z Jordanią. Izrael zaakceptował większość tych granic i nie zgłaszał roszczeń terytorialnych poza nimi, z wyjątkiem niewielkich zmian na południu. Stanowisko to zostało oficjalnie przedstawione na konferencji w Lozannie.